# 厚澤部町
厚澤部町（日语：／ Assabu chō */?）是北海道檜山振興局東南部的城鎮，隸屬檜山郡，位於渡島半島的中心位置。境內有8成土地為林地。厚澤部町冬季降雪量較大，但春季到秋季氣候相對溫暖。當地以農業和林業為主。
町名源自阿伊努語的「at-sam」（榆樹皮的旁邊）或是「hacam」（花尾榛雞）、「hacam-pet」（花尾榛雞的河流）。

## 歷史
過去是松前藩的領地，1869年戊辰戰爭末期，一度被榎本武揚帶領的舊幕府軍（蝦夷共和國）佔領。
- 1871年：隸屬青森縣管轄。
- 1872年：改隸屬北海道開拓使管轄。
- 1876年：設置俄虫村戶長役場。
- 1906年4月1日：厚澤部村成立為北海道二級村。
- 1963年3月10日：厚澤部村改制為厚澤部町。

## 交通

### 機場
- 函館機場（位於函館市）

### 道路
| 一般國道 - 國道227號 | 主要地方道 - 北海道道29號上磯厚澤部線 - 北海道道67號八雲厚澤部線 道道 - 北海道道460號乙部厚澤部線 - 北海道道634號城丘江差線 - 北海道道795號共和鶉線 - 北海道道812號館町福島線 |

### 巴士
- 函館巴士

## 觀光景點
| - 土橋自然観察教育林 - 太鼓山展望台 - 松前氏城跡館城跡 - 五葉松最北限 | - 松前氏城跡、館城跡（國指定史跡） - 安野呂鹿子舞（厚澤部町指定無形民俗文化財） - 沼之澤鹿子舞（厚澤部町指定無形民俗文化財） - 上俄虫鹿子舞（厚澤部町指定無形民俗文化財） - 土橋鹿子舞（厚澤部町指定無形民俗文化財） - 當路鹿子舞（厚澤部町指定無形民俗文化財） |

## 教育

### 中學校
| - 厚澤部町立厚澤部中學校 | - 厚澤部町立鶉中學校 | - 厚澤部町立館中學校 |

### 小中學校
- 厚澤部町立清水小中學校

### 小學校
| - 厚澤部町立厚澤部小學校 - 厚澤部町立美和小學校 | - 厚澤部町立鶉小學校 | - 厚澤部町立館小學校 |

## 外部連結
- （日語）厚澤部町觀光協會 （页面存档备份，存于）
- （日語）檜山廣域行政組合（页面存档备份，存于）